# Antonín Forbelský
Mgr. Antonín Forbelský (* 13. března 1963 Jičín) je český římskokatolický kněz, známý jako vášnivý fotograf, v letech 2008 - 2022 byl arciděkanem v Pardubicích. Nyní působí ve farnosti v Hradci Králové - Pražské Předměstí a Kukleny.

## Život
Pochází z Jičína a má pět sourozenců (Marie, Jan, Markéta, Ludmila a Pavel). V dětství ministroval a od svých 14 let objížděl každou neděli kostely v okolí Jičína a hrál při mších na varhany. Na kněžskou dráhu se připravoval v
litoměřickém kněžském semináři mezi lety 1984–1989. Kněžské svěcení přijal v červnu 1989 v královéhradecké katedrále sv. Ducha z rukou biskupa Lebedy. V letech 1989–1990 pak působil jako farní vikář v Náchodě, v letech 1990–1992 byl knězem v Trutnově. Mezi lety 1992–1999 pak pracoval jako vicerektor teologického konviktu v Litoměřicích, vicerektor Arcibiskupského semináře v Praze a sekretář litoměřického biskupa Posáda (od března 2004 do 30. června 2005).
Dne 1. července 2005 se stal administrátorem arciděkanství Pardubice a administrátorem excurrendo farnosti Pardubice – Na Skřivánku (k 1. lednu 2007 sloučené s pardubickým arciděkanstvím), od 1. srpna 2005 pak je rovněž administrátorem excurrendo římskokatolických farností Mikulovice a Třebosice, od prosince roku 2014 rovněž administrátorem excurendo farnosti Rosice nad Labem..
Arciděkanem pardubickým byl jmenován s účinností od 1. února 2008. Od 10. září 2009 do 31. července 2010 byl rovněž administrátorem excurrendo ve farnostech Holice, Ostřetín a Vysoké Chvojno, dále je arcijáhnem Kolegiátní kapituly při kostele Povýšení sv. Kříže v Litomyšli.
Od 1. října 2009 do 31. července 2022 byl okrskovým vikářem pardubického vikariátu.
Od 1. srpna 2022 je farářem ve farnosti Hradec Králové – Pražské Předměstí a administrátorem excurendo farnosti Hradec Králové – Kukleny, též zároveň sekretářem královéhradeckého vikariátu.